# Římskokatolická farnost Bohdanovice
Římskokatolická farnost Bohdanovice je územní společenství římských katolíků s farním kostelem svatého Michaela v Bohdanovicích. Bohdanovice byly původně součástí Římskokatolické farnosti Jakartovice. Samostatná farnost vznikla až v roce 1974, kdy byly Bohdanovice z Jakartovic vyfařeny a byla zde přeložena farnost z Hořejších Kunčic.

## Kostely a kaple na území farnosti
| kostel                                  | Místo       | den bohoslužby                | čas   | poznámka     |
| --------------------------------------- | ----------- | ----------------------------- | ----- | ------------ |
| Kostel svatého Michaela v Bohdanovicích | Bohdanovice | vždy poslední neděle v měsíci | 11:00 | farní kostel |

- Kostel svatého Michaela v Bohdanovicích
- Zaniklý kostel Nanebevzetí Panny Marie v Hořejších Kunčicích
- Zaniklý kostel svatého Martina v Kerharticích
- Zaniklý kostel Navštívení Panny Marie
- Poničená kaple svatého Michaela v Slezské Hartě